# Koerner Rock
Der Koerner Rock ist ein markanter und rund 600 m hoher Felsvorsprung im Grahamland auf der Antarktischen Halbinsel. Auf der Trinity-Halbinsel ragt er 6 km südwestlich des Kap Dubouzet auf.
Das UK Antarctic Place-Names Committee benannte ihn 1964 nach Roy Martindale Koerner (1932–2008), der von 1957 bis 1960 als Assistenzmeteorologe und Glaziologe für den Falkland Islands Dependencies Survey in der Hope Bay tätig war.